# Пророцтво (фільм, 1993)
«Пророцтво» (рос. «Предсказание») — російський художній фільм-драма 1993 року, знятий режисером Ельдаром Рязановим на кіностудії «Мосфільм» за власною однойменною повістю.

## Сюжет
Циганка наворожила герою, немолодому письменникові, дивовижну зустріч, велику любов і швидку смерть. Пророцтва починають збуватися: герой зустрічає самого себе, тільки молодого, і знаходить справжню любов. В останні дні життя він воскрешає своє минуле і знову знаходить втрачений сенс буття.

## У ролях
- Олег Басилашвілі — Олег Володимирович Горюнов
- Ірен Жакоб — Люда Єгорова (озвучує Анна Каменкова)
- Андрій Соколов — Олег Горюнов в молодості
- Олексій Жарков — Ігор Петрович Поплавський, колишній співробітник МДБ або КДБ
- Олександр Пашутін — провідник «Червоної стріли»
- Роман Карцев — патріот-антикомуніст
- Каролін Сіол — Оксана, друга дружина Горюнова
- Ірена Морозова — циганка-ворожка на вокзалі
- Ірина Некрасова — циганка-ворожка в аеропорту
- Михайло Пярн — член партії російських патріотів
- Сергій Степанченко — таксист
- Віктор Єльцов — слідчий
- Олександр Резалин — людина на кладовищі
- Зоя Зелінська — епізод